# Stefanie Endlich

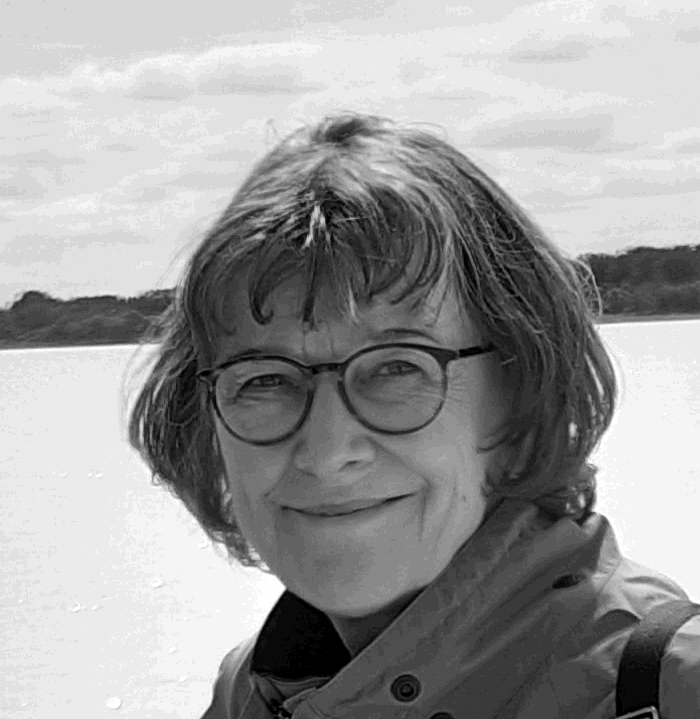
Stefanie Endlich (2020)

Stefanie Endlich (* 28. Februar 1948 in Dresden) arbeitet als Autorin und Ausstellungsmacherin in Berlin.

## Leben und berufliche Stationen
Stefanie Endlich legte ihr Abitur 1966 am Osnabrücker Käthe-Kollwitz-Gymnasium ab. Nach einem Auslandsaufenthalt, Soziologiestudium, dreijähriger Lehrtätigkeit an der TU Berlin und Promotion an der FU Berlin war sie von 1977 bis 1982 beim Berufsverband Bildender Künstler als erste Kunst-am-Bau-Beauftragte Berlins tätig. 
Ab 1978 lehrte sie am Institut für Kunst im Kontext an der Hochschule der Künste, später Universität der Künste Berlin. 2003 wurde ihr dort eine Honorarprofessur für Kunst im öffentlichen Raum verliehen. Ihre Schwerpunktthemen sind Architektur, Stadtgeschichte, bildende Kunst und Erinnerungskultur.
Sie realisierte bzw. beteiligte sich (oft in Zusammenarbeit mit Monica Geyler-von Bernus und Beate Rossié) an zahlreichen Dokumentations- und Kunstausstellungen, u. a. an der Historischen Kommentierung Olympiagelände Berlin (2003–2006), an der Wanderausstellung Christenkreuz und Hakenkreuz (seit 2008), am Informationspfad zur Geschichte des Tempelhofer Feldes (2012–2015) und der Wanderausstellung Neue Anfänge nach 1945? Wie die Landeskirchen Nordelbiens mit ihrer NS-Vergangenheit umgingen (2016–2019).
Bei zahlreichen Wettbewerben war und ist sie als Sachverständige, Gutachterin, Jurorin oder Preisgerichtsvorsitzende tätig. Aus ihrer langjährigen Zusammenarbeit mit Gedenk- und Dokumentationsstätten resultiert eine Reihe von Mitgliedschaften in Beiräten und Gremien wie dem Wissenschaftlichen Beirat der Stiftung Sächsische Gedenkstätten zur Erinnerung an die Opfer politischer Gewaltherrschaft.

## Buchpublikationen
- Blickwechsel. 25 Jahre Berliner Künstlerprogramm (1988, mit Rainer Höynck)
- Lenné im Hinterhof. Die Geschichte eines Berliner Baublocks (1989, mit Florian von Buttlar)
- Berliner Ring (1990, mit Ulrich Eckhardt / Rainer Höynck)
- Denkort Gestapogelände (Schriftenreihe Aktives Museum 1990)
- Skulpturen und Denkmäler in Berlin (1990, mit Bernd Wurlitzer)
- Fürstenberg-Drögen. Schichten eines verlassenen Ortes (1994, mit Florian von Buttlar / Annette Leo)
- Gedenken und Lernen an historischen Orten. Ein Wegweiser zu Gedenkstätten für die Opfer des Nationalsozialismus in Berlin. Hg.: Landeszentrale für politische Bildungsarbeit (3. Aufl. 1999, mit Thomas Lutz)
- Wege zur Erinnerung. Gedenkstätten und -orte für die Opfer des Nationalsozialismus in Berlin und Brandenburg (2007)
- Vernichtung, Giftschrank, zweifelhafte Fälle – Vorgeschichte und Folgen der Bücherverbrennung (Stiftung Neue Synagoge Berlin, Centrum Judaicum 2007)
- Christenkreuz und Hakenkreuz. Kirchenbau und sakrale Kunst im Nationalsozialismus (2008, mit Monica Geyler-von Bernus / Beate Rossié)
- „…das grauenvollste Kapitel in der Geschichte des Lagers“. Der Massenmord an sowjetischen Kriegsgefangenen im Konzentrationslager Sachsenhausen – Ein Kunstwerk erinnert (2012, mit Heike Ponwitz)
- Tiergartenstraße 4. Geschichte eines schwierigen Ortes (2014, mit Sigrid Falkenstein / Helga Lieser / Ralf Sroka)
- Text im Raum. Berlingeschichte verortet. Hg.: Aktiven Museum Faschismus und Widerstand in Berlin e.V., 2022, ISBN 978-3-95732-540-2

sowie zahlreiche Beiträge in Dokumentationen, Sammelbänden und Zeitschriften